# Hallenweltmeisterschaften im Bogenschießen 2012
Die 12. Hallenweltmeisterschaften im Bogenschießen wurden vom 5. bis 9. Februar 2012 im South Point Hotel, Casino & Spa in Enterprise, Nevada, Vereinigte Staaten ausgetragen.

## Ergebnisse

### Recurvebogen
| Disziplin         | Gold                                                            | Silber                                                       | Bronze                                                   |
| ----------------- | --------------------------------------------------------------- | ------------------------------------------------------------ | -------------------------------------------------------- |
| Männer Einzel     | Marco Galiazzo                                                  | Jake Kaminski                                                | Brady Ellison                                            |
| Frauen Einzel     | Claudia Mandia                                                  | Miranda Leek                                                 | Albina Loginowa                                          |
| Männer Mannschaft | Vereinigte Staaten Brady Ellison Jake Kaminski Vic Wunderle     | Russland Bair Badjonow Alexei Borodin Balschinima Zyrempilow | Ukraine Jurij Hawelko Jaroslaw Mokrynskij Wiktor Ruban   |
| Frauen Mannschaft | Vereinigte Staaten Brandi Deloach Miranda Leek Jennifer Nichols | Japan Miki Kanie Mitsue Nagaoka Mai Okubo                    | Italien Guendalina Sartori Elena Tonetta Natalia Valeeva |

### Compoundbogen
| Disziplin         | Gold                                                             | Silber                                                              | Bronze                                                      |
| ----------------- | ---------------------------------------------------------------- | ------------------------------------------------------------------- | ----------------------------------------------------------- |
| Männer Einzel     | Reo Wilde                                                        | James Butts                                                         | Julio Fierro                                                |
| Frauen Einzel     | Albina Loginowa                                                  | Inge van Caspel                                                     | Linda Ochoa                                                 |
| Männer Mannschaft | Vereinigte Staaten James Butts Braden Gellenthien Reo Wilde      | Frankreich Pierre-Julien Deloche Sébastien Peineau Guillaume Rubben | Großbritannien Duncan Busby Liam Grimwood Christopher White |
| Frauen Mannschaft | Vereinigte Staaten Erika Anschutz Christie Colin Tristan Skarvan | Russland Natalja Awdejewa Albina Loginowa Wiktorija Balschanowa     | Großbritannien Andrea Gales Naomi Jones Nichola Simpson     |

## Medaillenspiegel
| Platz  | Land               | Gold | Silber | Bronze | Gesamt |
| ------ | ------------------ | ---- | ------ | ------ | ------ |
| 1      | Vereinigte Staaten | 5    | 3      | 1      | 9      |
| 2      | Italien            | 2    | –      | 1      | 2      |
| 3      | Russland           | 1    | 2      | 1      | 3      |
| 4      | Frankreich         | –    | 1      | –      | 2      |
| 4      | Japan              | –    | 1      | –      | 2      |
| 4      | Niederlande        | –    | 1      | –      | 1      |
| 7      | Großbritannien     | –    | –      | 2      | 1      |
| 7      | Mexiko             | –    | –      | 2      | 2      |
| 9      | Ukraine            | –    | –      | 1      | 1      |
| Gesamt | Gesamt             | 8    | 8      | 8      | 24     |